# Hacker
A hacker kifejezés alatt olyan számítástechnikai szakembert értünk, aki bizonyos informatikai rendszerek működését a hétköznapinál jóval magasabb szinten látja át, képes a rendszer határain túllépni, olyan módon, hogy azzal többet képes kihozni az adott rendszerből, mint azt akár a rendszer fejlesztői gondolták volna. Ezek a szakemberek a számítástechnika egy vagy több ágát rendkívül magas szinten művelik, nagyon gyakran ők azok, akik „létrehozzák” azokat az protokollokat, amik alapján a számítógépek vagy a hálózatok működnek.
A szó eredeti jelentésében olyan nagy tudású szakembert jelentett, aki szakmáját lelkesedésből is űzte, akár „művészi” gondossággal. Számos valós történetet és „legendát” találunk a hackerekről, akik lehetetlennek látszó dolgokat voltak képesek előhozni egy-egy eszközből.
A jelenkori terminológiában – főként a tájékozatlan sajtónak felróhatóan – a „hacker” szót hol a „klasszikus hackerekre”, hol a „crackerekre”, leggyakrabban pedig az internetes vandálokra és bűnözőkre (akik legtöbbször, szaktudás hiányában másoktól vásárolják a kártékony programkódokat) is használják, és így a szó jelentése fokozatosan eltolódik a média által használt (eredetileg hibás) értelmezés felé. Kétségtelen, hogy a számítástechnika és a világméretű hálózatok elterjedésével megjelentek azok, akik képesek lehetnek egy adott rendszerbe „betörni” (azt illetéktelenül használni), avagy amennyiben valamilyen motiváció hatására cselekszik, képes onnan információt a saját maga vagy mások számára eltulajdonítani.

## Etimológia
Az angolszász „hacker” szó műszaki/informatikai értelmében az 1960-as és 70-es években keletkezett az amerikai egyetemeken. 
A „hacker” szó eredetileg a „hack” (üt, vág, feldarabol) szóból eredt, és olyan személyt jelentett aki vagy dolgokat kivág és feldarabol (jellemzően fát), vagy aki ehhez eszközöket, szerszámokat készít. A „hack” főnevet először a 60-as évek környékén (MIT) használták „kreatív tréfa” értelemben, emellett ugyanezen környezetben a „hacker” jelentett olyan személyt, aki „szerszámkészítőként kísérletezik vagy készít software-eket, és aki a programozást magáért a programozás élményért szereti”. 
1975 magasságára becsülik azt a jelentést, mely szerint „valaki, aki engedély nélküli hozzáférést szerez számítógépes rendszerhez”, de a szónak megmaradtak az előző jelentései is.
A napjainkban használt jelentései nagyrészt a fentiekből származnak, illetve keveredik bennük a 2000-es évek filmjeiben és sajtójában megjelent szóhasználat:
- személy, aki mestere a programozásnak és a problémák számítógépekkel történő megoldásának;
- személy, aki számítógép segítségével engedély nélkül hozzáfér korlátozott adatokhoz;
- személy, aki rosszindulatú számítógépes támadást hajt végre (mivel ez a jelentés újkori, gyakran a „cracker” [valaki, aki feltör, megtör valamit] szóval helyettesítik, de inkább csak azok, akik az eredeti szóhasználatot ismerik);
- számítógép-biztonsági szakember;
- illetve informatikához nem kapcsolódó jelentésben olyan tapasztalatlan vagy tehetségtelen személy, aki egy (gyakran sport) tevékenységgel próbálkozik („a tennis hacker”).[3]

Mivel a jelentések egy része pozitív, más része negatív, gyakran konfliktust okoz a szó használata, illetve hiányos kontextusból nem egyértelmű, hogy melyik jelentésében használják, emiatt (pontos) használata gyakran viták forrása.

## Hackerek fajtái

### Klasszikus hacker
A klasszikus értelemben vett hackert nagyon hosszasan lehetne körülírni, de alapvetően jellemzi a jó szakértelem, a kíváncsiság, a humor, a kreativitás és a korlátok ledöntésének élvezete. Jó kiindulási pont lehet a pontosabb megismerésükhöz az Eric S. Raymond által szerkesztett „Jargon File”, amely egyben bemutatja azt a kultúrát, amellyé fejlődött a lelkes számítógép programozók és számítógépes rendszerek megalkotóinak a közössége egészen az 1960-as évektől indulva. A 70-es évektől kezdődően a számítógépek szélesebb társadalmi körben való terjedésének köszönhetően már a lelkes számítógép felhasználók és hobbi programozók is kezdtek bekapcsolódni a közösségbe – ami korábban inkább az akadémikusokból állt össze. Számos, ma már evidensnek tekinthető műszaki megoldás és elképzelés az ilyen attitűddel dolgozó embereknek köszönhető, akik gyakran lehetetlennek tűnő feladatokat oldottak meg. Az évtizedek előrehaladtával aztán a „hacker” megnevezés már nem is feltétlenül korlátozódott a tisztán számítógépes közegre. Az élet számos egyéb részeire, mint az elektronika, a zene, vagy szinte bármilyen más terület ahol a hacker mentalitásból fakadó viselkedési forma hasznosulni tud, ott megjelent. Hogy szinte bármi lehet hackelés, az a Richard Stallman programozó „On Hacking” című írásában található felsorolásból is látható, amiből rögtön az első példa, amikor valaki – többnyire gyerekként – a mozgólépcsőn az ellentétes irányban sétál. Manapság már egészen hétköznapi kifejezés a „life hack”, amely rendkívül frappáns megoldást nyújt egy sokszor látszólag bonyolult problémára, ami az esetek többségében ráadásul könnyen tanulható.
Akinek ilyen beállítottsága van, annak lehetősége van hackerspace közösségeket látogatni, amiknek a célja helyet és adott esetben olyan infrastruktúrát szolgáltatni, amihez otthoni környezetben nem mindenki jut hozzá.

### Biztonsági rendszerhez kapcsolódó hacker
A sajtóban és híradásokban említett hackereket, akiknek az érdeklődése elsősorban a számítógépes rendszerek és hálózatok biztonsági réseire koncentrálódik, tudásuk, céljuk és módszereik alapján tudjuk osztályokba sorolni.
Az elnevezéseket az amerikai vadnyugati (western) filmekben megjelenő motívumból kölcsönözték, ahol gyakran a kalapok színéből lehetett következtetni, hogy ki a "jó fiú" (általában fehér vagy világos kalapot viselt), és ki a "rossz" (többnyire sötét vagy fekete kalapot viselt).

#### Fehér kalapos hacker
Fehér kalapos hackernek (angolul: white hat hacker) nevezzük azt a kiemelt tudással rendelkező informatikai szakembert, akik tudását arra használja fel, hogy megbízás alapján vagy állandó jelleggel biztonsági hibákra világít rá, ezáltal elkerülve és megelőzve a fekete kalapos hackerek betörési kísérleteit. A fehér kalapos hackerek csoportjába tartozik az úgynevezett etikus hacker, illetve a Penetration Tester. A fehér kalapos hacker vagy etikus hacker egy adott számítógép rendszer vagy számítógép-hálózat biztonsági tesztelését végzik hibakeresési céllal. A Penetration Testerek megpróbálják a „veszélyes hibákat” felderíteni és kiaknázni, ezáltal bizonyítva az adott hibában rejlő veszélyeket a rendszer üzemeltetőjének.

#### Fekete kalapos hacker
Fekete kalapos hackernek (angolul: black hat hacker) nevezzük azt – valójában ő sorolható a crackerek csoportjába is, mivel nagy az átfedés a motivációk tekintetében –, aki tudásával visszaélve, jogosulatlanul lépnek be számítógépes rendszerekbe illetve számítógép-hálózatokba, haszonszerzés vagy károkozás céljából. Az általa végzett tevékenység nagy általánosságban illegális.
A motivációja sokrétű lehet: pénzszerzés az adott információ birtoklása által, avagy a puszta kíváncsiság: „Meg tudom-e csinálni?” „Okosabb vagyok-e, mint azok, akik a rendszerért felelősek?” De ebben az esetben a kíváncsiságot nem kíséri önmérséklet: a fekete kalapos hacker nem kér engedélyt a tesztelésre, a sikeres behatolás végén nem értesíti az üzemeltetőket, hanem igyekszik kihasználni az illegálisan megszerzett információkat. A csoportjába tartoznak azok az ipari kémek, akik technológiai fejlesztések után kutatva törnek be hálózatokba. Gyakran hallani nagyobb multinacionális cégek, vagy akár kormányszervek ellenében elkövetett „hackertámadásról”, és az sem ritka, hogy az elkövetést egy másik ország titkosszolgálatához vagy egy hozzá kapcsolódó csoporthoz kötik. Ilyen esetekben előállhat az a helyzet is, hogy az etikus és etikátlan közti határvonal elmosódik, mert ha az adott tevékenységgel egy potenciálisan háborús helyzet elkerülése a cél, akkor az más megvilágításba helyezi a történéseket.

#### Szürke kalapos hacker
Gyakorlatilag a fekete kalapos és a fehér kalapos hacker közti átmenet, aki ha biztonsági résre bukkan, akkor kihasználja azt, majd az esetek többségében értesíti a rendszer üzemeltetőit. A nagy különbséget az jelenti, hogy a fehér kalapos hackerrel ellentétben a megtámadott rendszer üzemeltetőjével nincs előre egyeztetett megbízás, így alapvetően illegális tevékenységnek minősül, tehát nem ajánlott magatartás. Vannak példák olyan esetekre, amikor a hibát jelentő hacker pénzjutalmat kért és kapott is, de mindenképpen rizikós vállalkozás. Sorolható az internetes trollokhoz is, akiknek egy része a szakértelmét felhasználva, pusztán szórakozásból okoz felfordulást például közösségi oldalak üzenőfalain, annak biztonsági hibáit kihasználva.

## Hacker-ként hivatkozott fogalmak

### Script kiddie
A script kiddie kifejezés a „szkript” (egyfajta számítógépes programnyelv amely általában feladatok automatizálását valósítja meg, jelen értelmében mások által előre megírt kis programok összessége) és a „kiddie” (kiskölyök) szavakból áll, ami gyakorlatilag leírja ezeket a személyeket: általában olyan, komoly szaktudással nem rendelkező fiatal gyerekről van szó, aki hackerek által megalkotott eljárások alapján mások által megírt programokat („szkripteket”) használ arra, hogy vandálkodjon (például mások hálózati kapcsolatát vagy gépének működését megzavarja, gépekre betörve az ott levő tartalmakat törölje vagy megváltoztassa), számítógépekhez illegális hozzáférést szerezzen és annak erőforrásait engedély nélkül használja. Motivációját leggyakrabban az elismerés utáni vágy hajtja, amelyhez nem társul az általános etikai elvek tiszteletben tartása. Gyakran olyan eszközöket (programokat) használ, melyek működésével nincs tisztában, emiatt többnyire azzal sincs tisztában, hogy mit okozhat a használatával.

### Elite Hacker
Szociális státusz, a legnagyobb elismerés a hackerek között. Csak a legjobbakat nevezik elitnek. A legújabb módszerek valószínűleg ezekben a körökben bukkannak fel először. Innen származik a l33t internetes szleng kifejezés is.

### Neophyte
A neophyte, vagy „n00b”, „newbie” kifejezést a kezdő, még meglehetősen tudatlan hackerekre használják.

### Blue hat
A kéksapkások azok a személyek, akik nem tartoznak közvetlen számítógépes biztonság körökbe, hanem a különböző rendszereket még megjelenés előtt tesztelik.

### Hacktivista
A hacktivisták számítógépes hackelés segítségével promotálnak bizonyos nézeteket, foglalnak állást politikai kérdésekben, stb. A legismertebb ilyen csoport az Anonymous.

## Hackelés megjelenése filmekben és sorozatokban
Számos filmben és filmsorozatban megjelennek a hackerek és a tevékenységük – az esetek többségében természetesen erősen elnagyoltan, vagy éppen leegyszerűsítve.
Mr. Robot – amerikai filmsorozat
A fiatal programozó, Elliot (Rami Malek) nappal biztonsági szakemberként dolgozik, míg az éjszakáit hackerkedéssel, és rossz emberek lekapcsolásával tölti. Az egyik éjszaka internetes támadást észlel az E(vil) Corp ellen. Amikor próbálja kideríteni, hogy ki a felelős a DDoS támadásért, szembekerül a rejtélyes Mr. Robottal (Christian Slater), és annak még különösebb szervezetével.
Who Am I – Egy rendszer sincs biztonságban – német film
Benjamin egy átlagos fiatal, átlagos élettel, akinek a hétköznapjait egy nap fenekestül fogja felfordítani az öntörvényű Max. A magányos tinédzser egyszeriben társaságra talál, ráadásul kettejüket összeköti egy közös szenvedély: a hackelés. Max barátaival közösen létrehozzák hacker csapatukat, a Clay-t. A csapat briliáns módon tör fel biztonságosnak hitt rendszereket, és első sikereik után egyre nagyobb kihívásokat állítanak maguk elé. Életében először Benjamin is hiszi magát valakinek, olyan embernek, akinek hatalma van, és tiszteletet vív ki tetteivel. A szórakozásként indult hackercsoport tevékenysége azonban hamarosan halálos játszmába fordul, amikor a német titkosrendőrség és az Interpol is nyomozni kezd tevékenységük ellen, és körözni kezdik a felforgató hackereket.
The Internet's Own Boy: The Story of Aaron Swartz – amerikai dokumentumfilm
Egy történet a programozó géniusz és informatikai aktivista, Aaron Swartzról, aki önkezűleg vetett véget életének 26 éves korában.
A WikiLeaks-botrány (The Fifth Estate) – amerikai film
A Wikileaks-alapító Julian Assange életéről forgatott dráma. Daniel Domscheit-Berg, és Julian Assange a világot megrázó információk kiszivárogtatására teszik fel az életüket, később ők alapítják meg a WikiLeaks-et.
Social Network – A közösségi háló – amerikai film
Mark Zuckerberg 2003-ban egy őszi éjszakán egy egyszerű komputerprogram megírásakor még nem is gondolt arra, hogy csakhamar a világ leggazdagabb, és legbefolyásosabb emberi közé fog tartozni, és hogy ötletével megreformálja a 21. századi ember szociális életét. Miután kiderül, mennyit ér az ifjú zseni találmánya, ádáz küzdelem kezdődik, melynek tétje a Facebook birtoklása.
Snowden
Edward Snowden a hazáját akarta szolgálni. Bár egészségi állapota katonai karrierjének hamar véget vet, informatikusként azonban helyet kap a titkosszolgálatnál. Itt aztán megdöbbentő felfedezést tesz: az amerikai kormány a világon bárkit képes megfigyelni, telefonokat hallgat le, e-maileket olvas el, még a laptopunk kameráin keresztül is képes megfigyelni saját otthonunkban. Snowden, aki szentül hisz a szabadságban és az Amerikai Egyesült Államokban, válaszút elé kerül: vagy ő is asszisztál a kormány illegálisnak vélt és etikátlan cselekedeteihez, vagy nyilvánosságra hozza mindazt, amit megtudott és menekülni kényszerül...
Komputerkémek (Sneakers) – amerikai film
A hatvanas évek végén két egyetemista feltöri az egyik bank számítógépes védelmi rendszerét. Cosmo börtönbe kerül, míg társának, Bishopnak sikerül eltűnnie a törvény szeme elől. Húsz évvel később Bishop a biztonsági rendszerek tesztelésére szakosodott vállalkozást vezet. A heckercsapat tagja a volt CIA-ügynök, az elektronikus kütyük specialistája, az ifjú zseni és a vak hangmérnök. A múltja azonban kísérteni kezdi Bishopot. A kormányügynökök megzsarolják, hogy végezzen el nekik egy titkos feladatot.
A tetovált lány (2009) – svéd-dán-német-norvég film
Egy családi összejövetel alkalmával titokzatos körülmények között eltűnt Harriet Vanger. A lány testét sohasem találták meg. A nagybátyja, Henrik meg van győződve arról, hogy Harrietet meggyilkolták, és a tettest a Vanger-klán tagjai között kell keresni. Megbízza a lecsúszott gazdasági újságírót, Mikael Blomkvistet, hogy próbálja meg kideríteni, mi történt. A férfi nem várt segítőtársra akad a tetovált hacker lány, Lisbeth személyében. Minél mélyebbre ás a furcsa páros a múltban, annál sötétebb és veszélyesebb dolgok kerülnek felszínre.
Bízd a hackerre! (AntiTrust)
Milo Hoffman (Ryan Phillippe) rendkívüli képességű programozó, aki éppen egy forradalmi technikai újításon dolgozik. Milo munkájára a szakma is felfigyel: a hatalmas szoftverfejlesztő, a NURV vezére, Gary Winston (Tim Robbins) visszautasíthatatlan ajánlattal csábítja magához a tehetséget. Milo nem tud ellenállni a felkínált lehetőségnek, és barátnője, Alice (Claire Forlani) támogatásával elszegődik a high tech szupercéghez. Új munkahelye és tehetséges asszisztensnője, Lisa (Rachael Leigh Cook) egyre jobb és jobb ötletek kitalálására inspirálja, ám a fejlesztések hihetetlen üteme lassan gyanút ébreszt Milóban. Amikor utána néz a furcsa dolgoknak, mindennapjai rémálommá változnak.
A hálózat csapdájában (The Net) – amerikai film
Angela (Sandra Bullock), a csinos, szakmájában sikeres nő egy nap arra ébred, hogy kirabolták. De nem csupán a pénzét vették el, hanem mindenét. Nincs többé neve, otthona, állása, személyisége: teljesen kitörölték a központi adatbankból. Csapdába került és egyedül kell kiverekednie magát belőle. Akivel érintkezésbe lép, meghal vagy őt akarja megölni. Ha újra élni akar, a komputerrendszerek bonyolult szövevényében meg kell találnia azt az embert, aki az utasításokat adja. Ám a szálak a legmagasabb körökbe vezetnek.
Tűzfal (Firewall) – amerikai-ausztrál film
Jack Stanfield (Harrison Ford) számítógépes zseni otthonát megszállják Bill Cox (Paul Bettany) terroristái. Jack tehetetlennek tűnik, az otthonát megszálló bűnözők végeznek a családjával, ha nem utal át százmillió dollárt fogva tartóik számlájára. Az óra ketyeg, és a fickók minden lépését figyelik. Jack kétségbeesetten próbálja megtalálni a módját, amivel legyőzheti Coxot, és megmentheti a családját.
Páncélba zárt szellem (2017) – amerikai film
A Páncélba zárt szellem főhőse az Őrnagy, a különleges erőknél szolgáló egyedi humán-kiborg hibrid, a 9-es Részleg nevű kommandós osztag vezetője. A legveszélyesebb bűnözők és szélsőségesek kiiktatására szakosodott 9-es Részleg egy olyan ellenséggel kerül szembe, amelynek egyetlen célja, hogy elpusztítsa a HankaRobotika kibertechnológia fejlesztéseit.
Mátrix trilógia (Mátrix, Mátrix – Újratöltve, Mátrix – Forradalmak) – amerikai film
Két valóság létezik. Az egyik mindennapi életünk – a másik az, ami mögötte van. Az egyik álom. A másik a mátrix. Neo kétségbeesetten kutatja az igazságot a mátrixról. Erről a titokzatos és ismeretlen valamiről. Neo csak mendemondákból hallott – de biztos benne, hogy ez az elképzelhetetlen dolog rosszindulatú, és titokban irányítja az életét. Neo úgy véli, Morpheus, ez a legendák övezte férfi, akit a világ legveszélyesebb emberének tartanak, megmutatja neki az igazságot.
Hacktion – sorozat
Magyarországon a legnagyobb titokban megalakul az Infrastrukturális Védelmi Osztag a hackertámadások kivédésére. Az osztag egy szupertitkos kütyü megszerzéséért indul harcba, amely lebéníthatja a teljes számítógépes banki rendszert.
Háborús játékok
Egy középiskolás számítógépzseni feketepiaci kapcsolatai révén olyan komputerprogramra tesz szert, amellyel – tudtán kívül – közvetlen kapcsolatba kerül a Pentagon főhadiszállásával. Egy jó játék reményében véletlenül megindítja a ballisztikus rakétákat vezérlő programot. Totális megsemmisítő offenzíva a Szovjetunió ellen. Atomcsapás a vörösök nagyobb városaira. A katonai vezetésen teljes pánik lesz úrrá: a programot csak egyvalaki képes leállítani: az ismeretlen kezdeményező, akiről semmit sem tudnak. Bár minden követ megmozgatnak, hogy felkutassák, ezt azonban a pánik elkerülése érdekében csak teljes titokban tehetik. A gabonasilók teteje, amelyekben a rakéták rejtőznek, a program végső fázisának megfelelően már szétnyílt. Háború indul...
A rendszer ellensége (Takedown)
Kevin Mitnick valószínűleg az egyik legjobb hacker. Mindig frissebbnél frissebb információkra vadászik, számolatlanul gyűjti be a cybertrófeákat, és egyre nagyobb kihívásokra vadászik. Egy szép napon betör egy biztonsági szakértő szigorúan titkos adatokat rejtő számítógépébe. Ez Kevin életének legnagyobb fogása.
Előttünk nincsenek titkok: A wikileaks története (We Steal Secrets: The Story of WikiLeaks)
A WikiLeaks történetet bemutató dokumentumfilm.
Hunter Sreet: Kölykök póráz nélkül
A sorozatban egy család különböző kalandos eseményeken megy keresztül, melyek során gyakran számítógépeket használnak rejtélyek megoldására, vagy más célokból. A sorozat egyik főhőse, Sal, kifejezetten ért a számítógépekhez(Annyira, hogy már hackernek nevezhető.). Jennie, Sal egy barátja szintén hacker. A sorozatban feltűnik egy Jerry nevű hacker is, aki többször is banális hibákat vét, miközben a főhösökre nézve hátrányos tetteket kísérel meg végrehajtani.

## Híres hackerek
- Richard Matthew Stallman
- Linus Torvalds
- Alan Cox
- Theo de Raadt
- Kevin Mitnick
- Aaron Swartz
- Daniel Domscheit-Berg
- Julian Assange

## Külső hivatkozások
- wiki.hup.hu/index.php/Hacker